# Dar El Monastiri

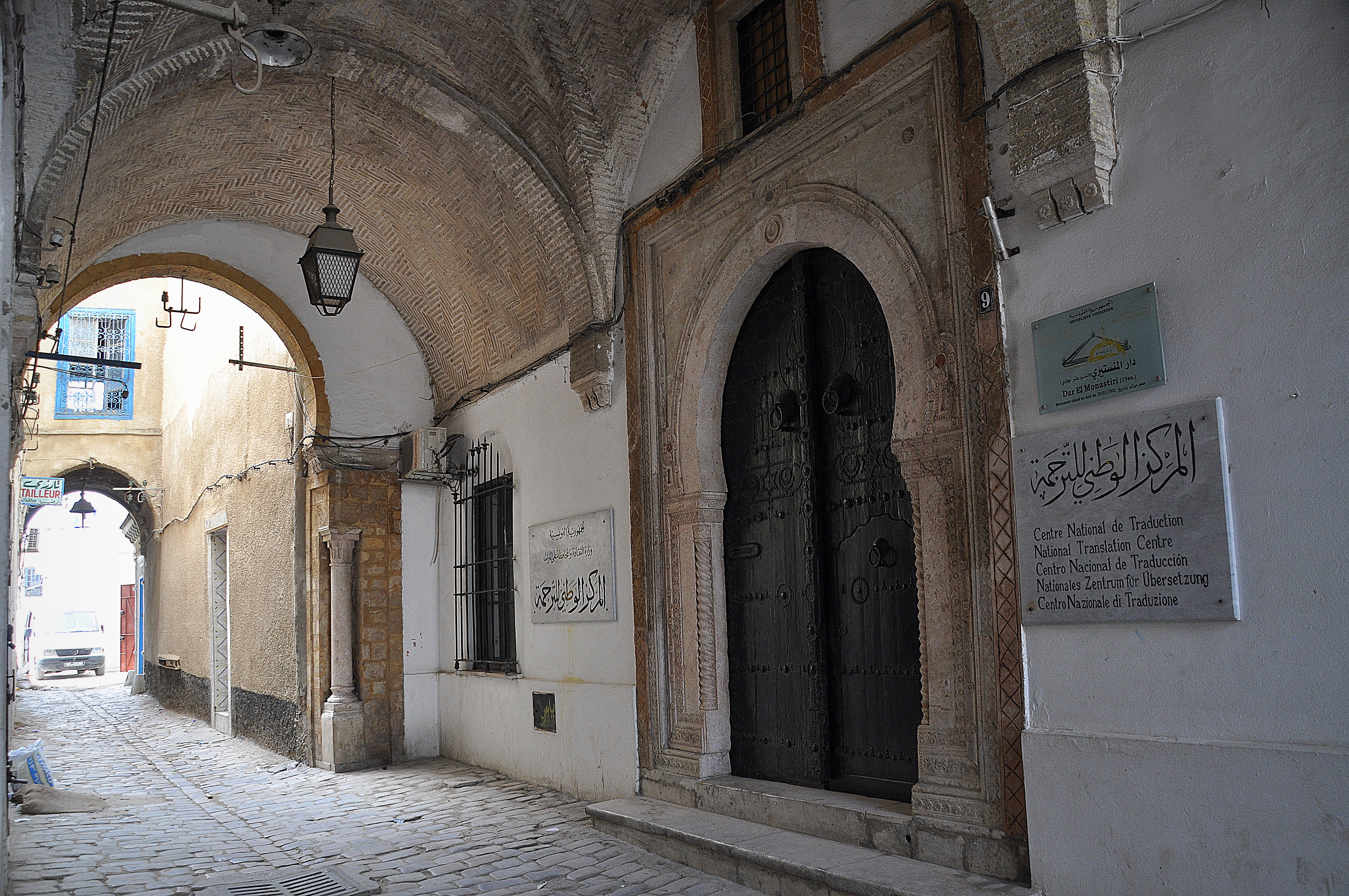
Porte du Dar El Monastiri.

Le Dar El Monastiri (arabe : دار المنستيري) est un palais de la médina de Tunis. Il est situé au numéro 9 de la rue El Monastiri, non loin du mausolée Sidi Mahrez.

## Histoire
Le palais est construit au début du XIXe siècle, sous le règne de Mahmoud Bey, par son fils Hussein qui le cède à M'hamed El Monastiri, un notable et commerçant de chéchia (chaouachi).

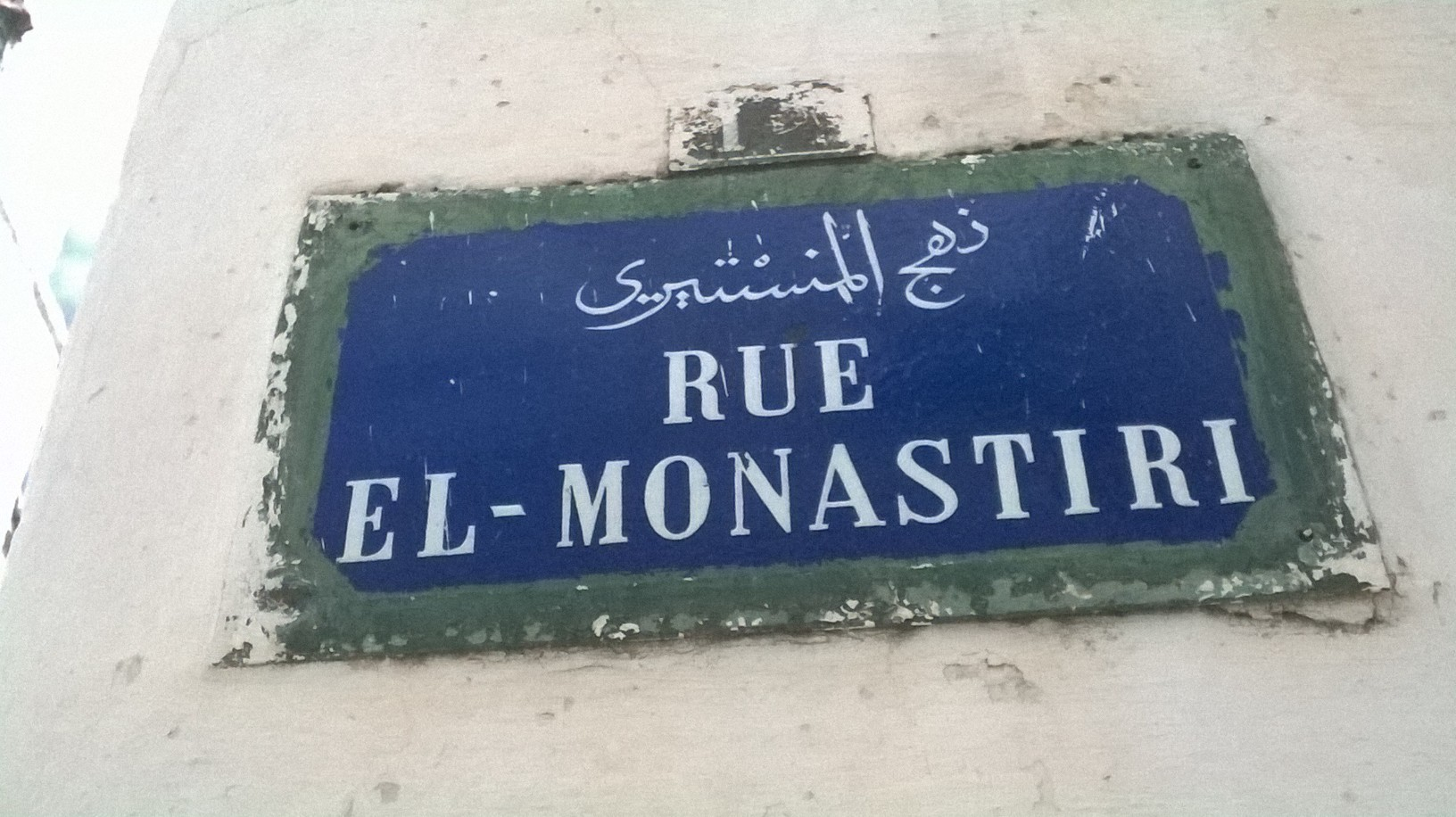
Plaque métallique indiquant la rue El Monastiri.

La demeure est héritée par son fils Mohamed, chaouachi de profession comme son père mais qui devient un homme du makhzen à la suite d'alliances avec la famille beylicale husseinite. Ces Mestiri sont originaires de l'ancienne Yougoslavie et n’ont aucune relation avec la famille Mestiri fondée par El Hadj Frej Cherif El Marzouk, originaire de Monastir, et dont la principale demeure se situe rue Sidi Ressas dans le quartier de Bab Souika.
Sous le protectorat français, le Dar El Monastiri abrite l'Institut des arts et métiers (1924) puis l'Office de l'enseignement artisanal (1933) et enfin le Centre régional d'arts tunisiens (1940). En 2007, il accueille le Centre national de traduction.

## Architecture

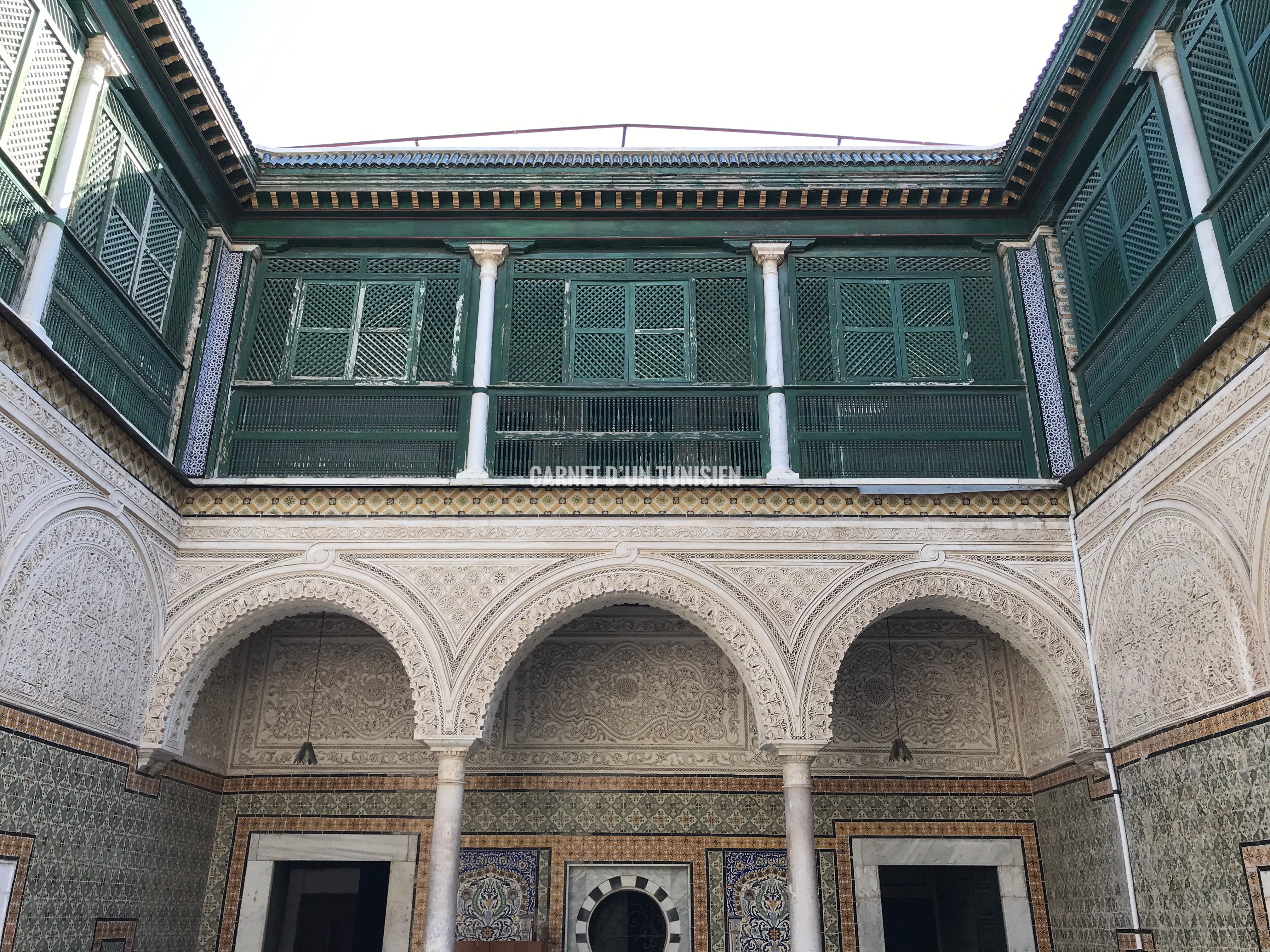
Patio principal du palais.

La porte de la demeure, encadrée de calcaire (kadhal), est cloutée avec des lignes verticales et horizontales et s'ouvre sur un large vestibule rectangulaire (driba) et un autre vestibule moins large (skifa). Le patio est limité par deux portiques à trois arcs. Le rez-de-chaussée et l’étage garni de moucharabiehs s’ouvrent sur le patio, autour duquel se trouvent des appartements dont des chambres en T inversé et des chambres simples. En haut de l’escalier se trouve une petite pièce de repos (kushk).
Une maison d’hôtes située au-dessus du sabat, avec un accès indépendant sur la rue El Monastiri, est la propriété des Fourati, de riches commerçants et propriétaires terriens depuis que Salah Fourati en a hérité vers 1820. Ils y font des aménagements à la fin du XIXe siècle : des communs, composés de logements domestiques, de pièces à provisions et de cuisines autour d’une courette, deviennent par la suite indépendants.